# Hôpital régional de Yagoua
L'Hôpital régional de Yagoua, encore appelé Hôpital régional annexe de Yagoua, en abrégé HRY, est un hôpital public à Yagoua dans la région de l'Extrême-Nord du Cameroun.

## Histoire
L'hôpital régional de Yagoua est construit en 1993,. Il s'appelle autrefois hôpital provincial de Yagoua.
En 2020, le projet de construction d'un pont entre Yagoua et Bongor prévoit fournir en équipement l'hôpital.

## Services et collaborations
L'hôpital compte un service de pédiatrie, de néphrologie, de chirurgie, un centre d’hémodialyse et des ambulances. L'hôpital est en partenariat avec Ophtalmologues Sans Frontière (OSF).

## Risques sanitaires
L'hôpital s'est engagé dans la riposte au Covid-19 par un dispositif de prise en charge. Son premier cas a été signalé le 11 juin 2020.
Il est compté parmi les centres de vaccination anti-COVID19 au Cameroun.